# Георги Андреев (композитор)
Вижте пояснителната страница за други личности с името Георги Андреев.
Георги Андреев е български композитор, диригент, изпълнител на гъдулка.

## Биография
Георги Андреев е роден през 1969 г. в гр. Хасково. Завършва СМУ „Широка лъка“, специалност гъдулка. В периода 1990-1995 г. следва музикална композиция при проф. Александър Текелиев. През 1997 г. завършва с отличие НМА „Панчо Владигеров“, София.
Още като студент започва работа в Музикалното училище с директор Стефка Кушлева, като диригент на представителния оркестър и преподавател по композиция и оркестрация (1992 – 1994 г.). В периода 1994 – 1997 г. е композитор и аранжор в Българското национално радио, София. От 1994 до 2000 г. работи като диригент на оркестъра на НФА „Филип Кутев“, а от 2000 г. е негов главен диригент. От началото на 2021 година Георги Андреев е и директор на ансамбъла.

## Творчество
В творчеството си Георги Андреев блестящо обединява класическата хорово-оркестрова музика с традиционните ритми и фолклорни стилове. Той е автор на над 400 авторски и аранжирани песни и пиеси за оркестър, хор и солисти. Негови произведения са:
- Хоро-скерцо „Калушари“ (1991)
- Детска музикална приказка „Клан-клан, недоклан“ (1992)
- Соната за пиано (1994)
- Симфония за оркестър (1997)
- Музика към спектакъла „Два свята“ (2000)
- Хореографска фантазия „Арамии“ за симфоничен оркестър (2001)
- Концерт за кларинет и оркестър (2002)
- Музика към спектакъла „Легендата“ (2002)
- Кантата „Наследството“ (2003)
- Концерт-спектакъл „Диви Ягоди“ (2003)
- Музикално-танцова композиция „Жар от сърцето“ (2004)
- Концерт за глас и симфоничен оркестър (2005)
- Концерт-спектакъл „Кръстопът“ (2007)
- Камерна симфония за струнен оркестър, посветена на геноцида над арменския народ „Phoenix“ (2008)
- Музикално-танцова композиция „Сказание за Конника“ (2009)
- Оратория „Меланхолична красота“ (2011)

## Отличия и награди
Георги Андреев е носител на множество награди, някои от които са:
- 1993 – Стипендия от Съюза на българските композитори за най-обещаващ млад композитор;
- 1994 – Награда по композиция на името на Алфред Шнитке за Соната за пиано;
- 2001 – Награда на името на маестро Димитър Вълчев за музиката към спектакъла „Два свята“;
- 2004 – Приз „Златно перо“ на Класик FM радио;
- 2004 – Награда „Музикант на годината“ за музиката към спектакъла „Легендата“;
- 2004 – Специална награда на фестивала „Салон на изкуствата“ в НДК за концерта „Приятелство без граници“;
- 2005 – Награда на СБК „Златно петолиние“ за симфонично творчество;
- 2008 – Лауреат на конкурс за написване на произведение по тема от Хендел на БНР.